# Thélepte
Thélepte (arabe : تلابت) est une ville de l'ouest de la Tunisie, située à une vingtaine de kilomètres au sud de Kasserine. Chef-lieu d'une municipalité comptant 6 932 habitants en 2014, elle est rattachée au gouvernorat de Kasserine et à la délégation de Fériana.
Elle est connue pour son site archéologique d'époque romaine.

## Géographie

### Localisation
Thélepte se situe sur l'axe ferroviaire reliant Tunis à la ville minière de Redeyef et sur le tracé du gazoduc transméditerranéen acheminant le gaz algérien vers l'Italie. Elle est située à 313 kilomètres au sud-ouest de Tunis par la RN13, à 235 kilomètres à l'ouest de Sfax et à 35,3 kilomètres au sud de Kasserine, à l'intersection de la RN15 et de la RN17.

### Climat
Le climat de Thélepte est semi-aride comme dans une grande partie du Centre-Ouest de la Tunisie.

## Histoire
Le site est peuplé dès la Préhistoire, comme l'atteste l'important matériel mis au jour.

### Antiquité
À l'époque romaine, en raison de son alimentation en eau et de sa situation entre les provinces romaines d'Afrique proconsulaire et de Numidie, elle est un nœud routier important sur la pénétrante reliant Ammaedara (actuelle Haïdra) à Tacapes (actuelle Gabès).
Thélepte est aussi un centre oléicole important à partir du IIe siècle, lorsque la cité reçoit le statut de colonie romaine.
Peu d'éléments sont connus sur l'histoire de la cité dans l'Antiquité tardive, en dehors de l'importance de la communauté chrétienne ; la ville a en effet été très tôt christianisée. Un évêque appelé Iulianus est mentionné dès 256 dans les Sententiae de Florus de Lyon.

### Période byzantine
Sous l'occupation byzantine, elle est dotée d'une forteresse protégeant le limes face aux tribus numides et est une résidence du gouverneur de Byzacène sous le règne de Justinien au VIe siècle. La région est le théâtre de conflits entre les tribus berbères et les Byzantins, notamment les Frexes d'Antalas entre 543 et 548.

### Période beylicale
La ville et sa déléguation se situent sur le territoire des Fraichiches, considérés comme les descendants des Frexes. Ils administrent cette zone à travers leurs caïds, ainsi que les caïds et cheikhs des différentes fractions, en particulier celle des Ouled Ouezzez durant l'époque beylicale[réf. obsolète].

## Site archéologique
Le site antique de Thélepte, encore très peu exploré en dehors des monuments chrétiens, est un vaste champ de ruines, couvrant plus de cent hectares. Un premier secteur, situé au sud-ouest, est composé d'une basilique contigüe à un grand cimetière, de carrières antiques, de thermes, d'un théâtre en demi-ellipse et d'une deuxième basilique placée sur un mamelon rocheux. La citadelle byzantine occupe le nord du plateau dominant l'oued qui, grâce à une source pérenne, assure l'alimentation en eau de la cité, d'où le nom donné par Charles-Joseph Tissot de Kasbah mta Ras-el-Aïn ou « forteresse de la tête de la source ». Cette bâtisse est basée sur un plan rectangulaire encore distinct même si le nombre et la forme des tours, toutes écroulées, est soumis à des débats. Une autre basilique, située à droite de la citadelle, est bien conservée.
Un autre secteur est compris entre la ligne de hauteurs de la région d'El Kiss, la route de Kasserine et la plaine du nord. Il abrite une petite chapelle ainsi que quelques monuments effondrés. Il s'y trouve aussi un large puits et une grande place dominée par plusieurs monuments :
- une grande basilique entourée d'un groupe de ruines non identifiées ;
- une autre basilique avec un petit monument de même forme situé en parallèle ;
- un monument à quatre colonnes qui, d'après des analogies dans la région comme à Sbeïtla, a peut-être été une dépendance du groupe épiscopal ;
- un monument à auges dont Noël Duval a cru distinguer au nord-est le plan caractéristique au sol.

Charles de Foucauld dessina les ruines de ce site, comme on peut le voir dans ses Ruines de Thélepte (23 décembre 1885), conservé à la Bibliothèque nationale de France.